# Alexandru Golban
Alexandru Golban (n. 28 februarie 1979, Chișinău, Moldova) este un jucător moldovean de fotbal care evoluează la clubul Simurq PFC din Azerbaidjan. În 2007 a jucat în Liga I, la Ceahlăul Piatra Neamț.